# علیه (ارومیه)
علیه، روستایی است از توابع بخش سیلوانه و در شهرستان ارومیه استان آذربایجان غربی ایران.این روستا در همسایگی روستاهای لورزینی،ژاراژی و کچله می باشد.

## جمعیت
این روستا در دهستان مرگور قرار داشته و جمعیت فعلی آن حدود ۱۰۰۰ نفر می باشد.